# Dzidzilché (Temozón)
Dzidzilché es una comisaría del municipio de Temozón en el estado de Yucatán localizado en el sureste de México.

## Toponimia
El nombre (Dzidzilché) significa en maya yucateco árbol de miel  (Gymnopodium floribundum).

## Localización
Dzidzilché se encuentra localizado al oriente de la ciudad de Mérida.

## Demografía
Según el censo de 2005 realizado por el INEGI, la población de la localidad era de 0 habitantes.
| 8                           | 4 | 7 | 8 | 29 | 9 | 0 | 0 | 0 |
| (Fuente: INEGI [Consultar]) |   |   |   |    |   |   |   |   |